# Madracis profunda
Madracis profunda är en korallart som beskrevs av Zibrowius 1980. Madracis profunda ingår i släktet Madracis och familjen Pocilloporidae. Inga underarter finns listade i Catalogue of Life.